# Миловское (Ивановская область)
Миловское — упразднённое село, вошедшее в 1966 году черту города Комсомольск Комсомольского района Ивановской области России. Топоним сохранился в годонимах Миловский переулок, Миловская улица

## География
Город расположен на реке Ухтохме (приток Уводи), в 50 км от Иваново.

## История
В 1628—1630 годах стояла деревянная церковь Рождества Христова.
В 1771 году благодаря контр-адмиралу Молчанова в селе Миловском появился каменный храм Рождества Христова.
Летом 1927 года в 3-4 км от Миловского началось строительство Ивановская ГРЭС, в мае 1928 г. состоялась закладка главного здания электростанции. При электростанции возведен городок энергетиков, названный Комсомольском.
Решением Комсомольского райисполкома № 119 от 11 мая 1966 года
село Миловское было включено в черту города Комсомольска, стало улицей Миловской.

### Административно-территориальная принадлежность
В начале XVII века входила в состав Шуйского уезда, стан Сухода и Кондырев.
До 1917 относилось к Иваново-Вознесенскому уезду Владимирской губернии. Самое крупное село (с Храмом 1779 года) в округе.
В 1918 году при образовании Иваново-Вознесенской губернии Миловская волость с центром в селе Миловском включена в Тейковский уезд.
В 1924 году волость укрупнена за счет Ивашковской и Румянцевской. В волости было 7 сельских Советов.
В январе 1929 года Миловская волость была ликвидирована. Сельские Советы Даниловский, Иваньковский и Миловский вошли в Писцовский район, остальные — в Тейковский.
Решением Комсомольского райисполкома № 119 от 11 мая 1966 года
село Миловское было включено в черту города Комсомольска.

## Население
В 1863 году — 40 дворов, 292 жителя. В 1886 году —
62 двора и 402 жителя, в 1898 году — 65 дворов и 311 жителей, в 1905 году — 71 двор и 350 жителей.

## Инфраструктура
Основа экономики — сельское хозяйство .

## Достопримечательности
Церковь Рождества Христова.

## Транспорт
Остановка общественного транспорта «Миловская улица».